# مائع مضغوط

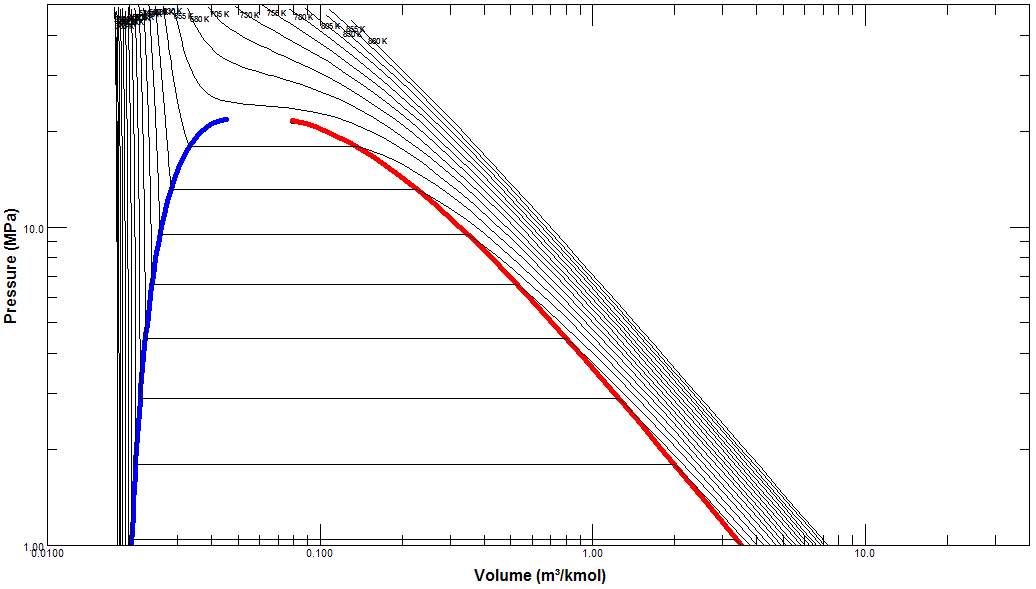

المائع المضغوط (أيضاً السائل المضغوط أو الغاز المضغوط) هو مائع في ظل ظروف ديناميكية حرارية معينة تجبره على أن يكون في حالة سائلة. وخصائص السائل المضغوط مستقلة نسبياً عن الضغط. بحيث أنه عادة ما يكون مقبولاً معالجة السائل المضغوط كسائل مشبع عند درجة حرارة معينة.